# 好男好女
『好男好女』（こうなんこうじょ、原題：好男好女、英題：Good Men, Good Women）は、1995年に制作された台湾・日本合作映画。

## 概要
『悲情城市』『戯夢人生』に続くホウ・シャオシェン監督の台湾現代史三部作の第3部。白色テロの時代を取り上げようと考え、釈放された老政治犯を描く朱天心（チュー・ティエンシン）の『台湾從前有個浦島太郎』を原作とする予定だったが、アイドル歌手出身の伊能静をキャスティングした後に、鍾浩東（チェン・ハオトン）ら政治的迫害を受けた人々のドキュメントである藍博洲（ラン・ボーチョウ）の『幌馬車の歌』を原作に採用した。ホウ・シャオシェンはそこに現代に生きる女優リャンジンの物語を重ね合わせたが、その結果として本来の鍾浩東・蒋碧玉（ジャン・ピーユ）夫妻の物語が見えにくくなってしまった。蒋碧玉の劇中劇はモノクロで、それを演じるリャンジンの過去と現在はカラーで表現されており、現代のパートにはその後のホウ・シャオシェン映画のスタイルを強く感じさせる。
第48回カンヌ国際映画祭出品。第32回金馬奨最優秀監督賞受賞。

## ストーリー
白色テロの物語を描く映画『好男好女』の蒋碧玉（ジャン・ピーユ）役を演じている女優リャンジン（伊能静）の元には毎日ファックスが送られてくる。それはリャンジンの盗まれた日記の断編であった。日記は亡くなった恋人のアウェイ（ガオ・ジェ）との日々や、彼を亡くした後の酒に溺れるようになって自暴自棄な生活をおくった時のことが書かれた赤裸々なものだった。そんな中、撮影のリハーサルも進み、蒋碧玉らは国民党に捕らえられ、尋問を受け、投獄される。やがて次々に人々は処刑されて行き、その中には蒋碧玉の夫鍾浩東（チェン・ハオトン）（リン・チャン）もいた…というシーンの撮影に入っていく。はたしてファックスを送ってくる者の目的は何か？｡

## キャスト
- リャンジン（梁静）／蒋碧玉（中国語版）（ジャン・ピーユ）：伊能静
- 鍾浩東（中国語版）（チェン・ハオトン）：リン・チャン（林強）
- アウェイ（阿威）：ガオ・ジェ（高捷）
- リャンジンの姉：ウェイ・シャオホェイ（魏筱恵）
- リャンジンの義兄：キン・ジェウェン（中国語版）（金介文）
- アナン（阿南）：ツァイ・チェンナン（中国語版）（蔡振南）
- 簫道應（シャオ・ダオイン）：ラン・ボーチョウ（中国語版）（藍博洲）
- 簫夫人：ルー・リーチン（呂莉勤）
- 李南峰（リー・ナンフォン）：ガオ・ミン（高明）

## スタッフ
- 監督：ホウ・シャオシェン（侯孝賢）
- 原作：藍博洲（中国語版）『幌馬車の歌』（間ふさ子・妹尾加代・塩森由岐子訳、草風館、2006年）ISBN 978-4883231652
- 脚本：チュー・ティエンウェン（朱天文）
- 撮影：チェン・ホァィエン（陳懐恩）
- 美術：ホァン・ウェンイン（黄文英）
- 編集：リャオ・チンソン（廖慶松）
- 音楽：チェン・ホァィエン（陳懐恩）、ジャン・シャオウェン（江孝文）
- 製作：水野勝博、市山尚三、シェ・ピンハン（謝屛翰） 、キン・ジェウェン（金介文）
- 製作総指揮：奥山和由、ヤン・ダイクイ（楊登魁）